# Schachbundesliga 2014/15 (Schweiz)
Die Schachbundesliga 2014/15 war die höchste Spielklasse der Schweizerischen Gruppenmeisterschaft (SGM) im Schach. Meister wurde der ASK Winterthur, während der Titelverteidiger Schachklub Réti Zürich absteigen musste. Aus der 2. Bundesliga war die SG Riehen aufgestiegen.
Zu den gemeldeten Mannschaftskadern der teilnehmenden Vereine siehe Mannschaftskader der schweizerischen 1. Bundesliga im Schach 2014/15.

## Termine und Austragungsorte
Die Wettkämpfe fanden statt am 1. und 15. November, 6. Dezember 2014, 17. Januar, 7. und 28. Februar und 21. März 2015. Die letzte Runde wurde zentral in Kreuzlingen ausgerichtet, die übrigen fanden dezentral bei den beteiligten Vereinen statt.

## Endtabelle
| Pl. | Verein                     | Sp | G | U | V | MP   | Brett-P.  |
| --- | -------------------------- | -- | - | - | - | ---- | --------- |
| 01. | ASK Winterthur             | 7  | 7 | 0 | 0 | 14:0 | 41,0:15,0 |
| 02. | Cercle d’échecs de Nyon    | 7  | 5 | 1 | 1 | 11:3 | 34,0:22,0 |
| 03. | SG Riehen (N)              | 7  | 3 | 1 | 3 | 7:7  | 30,0:26,0 |
| 04. | Schwarz-Weiss Bern         | 7  | 2 | 2 | 3 | 6:8  | 26,5:29,5 |
| 05. | SC Lyss-Seeland            | 7  | 2 | 2 | 3 | 6:8  | 24,5:31,5 |
| 06. | SV Wollishofen             | 7  | 2 | 1 | 4 | 5:9  | 23,5:32,5 |
| 07. | SC Bodan                   | 7  | 1 | 2 | 4 | 4:10 | 21,0:35,0 |
| 08. | Schachklub Réti Zürich (M) | 7  | 1 | 1 | 5 | 3:11 | 23,5:32,5 |

## Entscheidungen
|     | Schweizer Bundesmeister: ASK Winterthur                |
|     | Absteiger in die 2. Bundesliga: Schachklub Réti Zürich |
| (M) | Meister der letzten Saison                             |
| (N) | Aufsteiger der letzten Saison                          |

## Kreuztabelle
| Ergebnisse | Ergebnisse              | 01. | 02. | 03. | 04. | 05. | 06. | 07. | 08. |
| ---------- | ----------------------- | --- | --- | --- | --- | --- | --- | --- | --- |
| 01.        | ASK Winterthur          |     | 5½  | 6½  | 5   | 4½  | 6   | 7   | 6½  |
| 02.        | Cercle d’échecs de Nyon | 2½  |     | 4½  | 4   | 7   | 6   | 5   | 5   |
| 03.        | SG Riehen               | 1½  | 3½  |     | 5½  | 4   | 3½  | 7   | 5   |
| 04.        | Schwarz-Weiss Bern      | 3   | 4   | 2½  |     | 4   | 5   | 3   | 5   |
| 05.        | SC Lyss-Seeland         | 3½  | 1   | 4   | 4   |     | 4½  | 5   | 2½  |
| 06.        | SV Wollishofen          | 2   | 2   | 4½  | 3   | 3½  |     | 4   | 4½  |
| 07.        | SC Bodan                | 1   | 3   | 1   | 5   | 3   | 4   |     | 4   |
| 08.        | Schachklub Réti Zürich  | 1½  | 3   | 3   | 3   | 5½  | 3½  | 4   |     |

## Aufstiegsspiel zur 1. Bundesliga
Für das am 2. Mai 2015 in Mels stattfindende Aufstiegsspiel qualifizierten sich mit Echiquier Bruntrutain Porrentruy und dem Schachclub Gonzen die Sieger der beiden Zweitligastaffeln. Nachdem Echiquier Bruntrutain Porrentruy verzichtete, trat stattdessen der SK Tribschen als Staffelzweiter an, unterlag jedoch Gonzen mit 0:8.
| SC Gonzen           | SK Tribschen    | Ergebnis |
| ------------------- | --------------- | -------- |
| Sebastian Bogner    | Kevin Cremer    | 1:0      |
| Imre Héra           | Lubomir Kovac   | 1:0      |
| Ehsan Ghaem Maghami | Werner Kaufmann | 1:0      |
| Valery Atlas        | Davide Arcuti   | 1:0      |
| Georg Fröwis        | Lukas Schwander | 1:0      |
| Roland Lötscher     | Albert Gabersek | 1:0      |
| Beat Züger          | Toni Riedener   | 1:0      |
| Vjekoslav Vulevic   | Hugo Ensmenger  | 1:0      |

## Die Meistermannschaft
| 1.            | ASK Winterthur |
| Schachfiguren | Artur Jussupow, Florian Jenni, Nico Georgiadis, Andreas Huss, Noël Studer, Martin Ballmann, Attila Barva, Dennis Kaczmarczyk, Emanuel Schiendorfer, Gabriel Gähwiler, Kambez Nuri, Benedict Hasenohr, Meinrad Schauwecker. |